# 中屋敷インターチェンジ

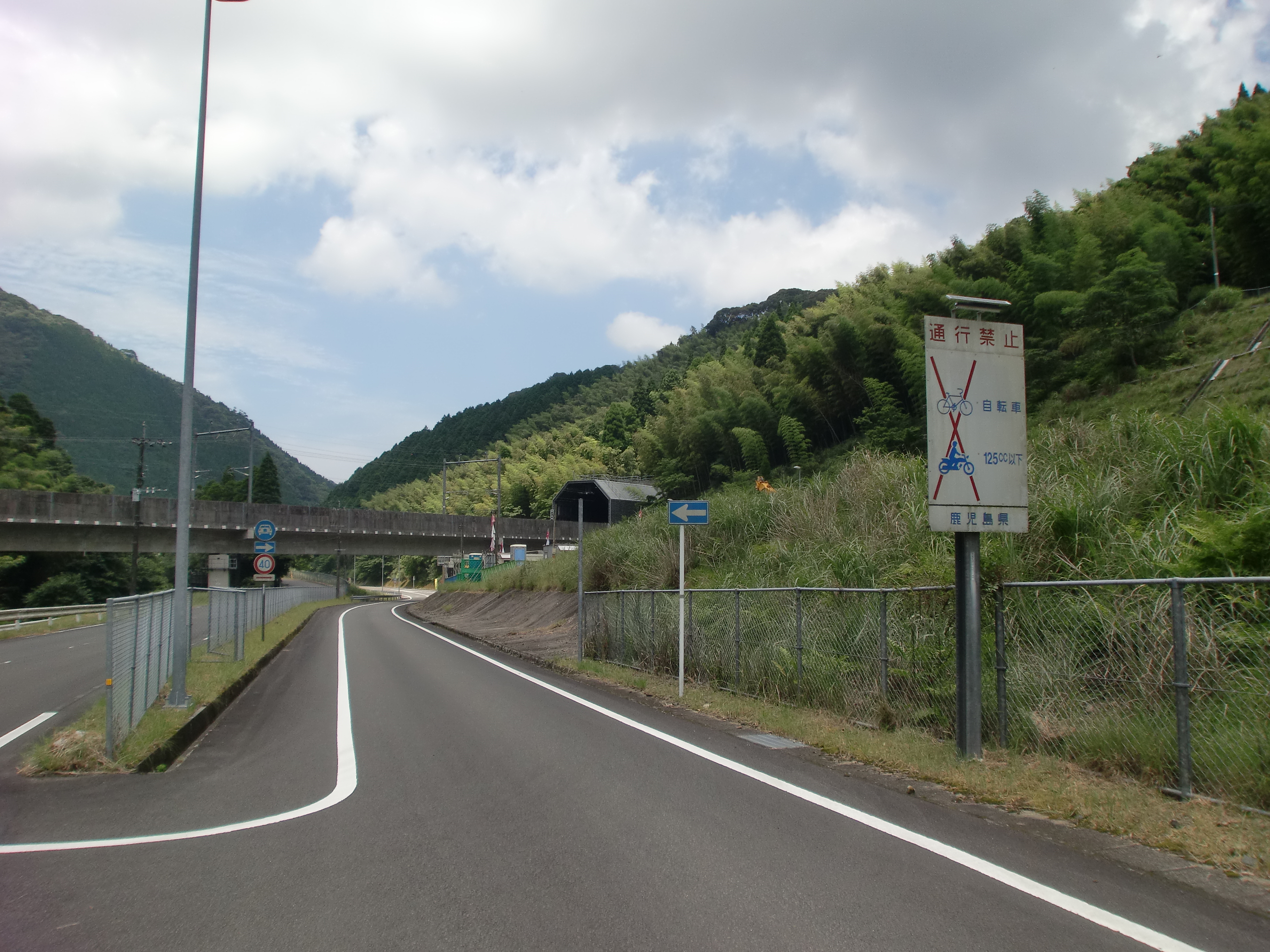
中屋敷IC入口（阿久根方面）

中屋敷インターチェンジ（なかやしきインターチェンジ）は、鹿児島県出水市高尾野町柴引にある北薩横断道路（紫尾道路）のインターチェンジ。
阿久根方面のみ出入りすることができるハーフインターチェンジとなっている。

## 道路
- 北薩横断道路

## 沿革
- 2003年3月25日 : 中屋敷IC-高尾野IC間が開通したのに伴い供用開始。
- 2018年3月25日 : 北薩トンネルを含むきららIC - 中屋敷IC間が開通[2][3][1]。
- 2024年7月25日 - 北薩トンネル内で湧水による路面隆起が約50メートルにわたって発生、さつま泊野IC - 高尾野IC間が全面通行止めとなり、当ICが閉鎖。この後、同月26日に壁面コンクリートが崩落、同月27日には土砂の流出が発生している[4]。

## 接続する道路
- 国道504号

## 周辺
- 九州新幹線第三紫尾山トンネル（出水側坑口）、第二紫尾山トンネル（川内側坑口）
- 平八重公民館

## 隣
北薩横断道路
さつま泊野IC - きららIC - （北薩トンネル） -  中屋敷IC - 高尾野IC